# Kupferfarbener Uferläufer
Der Kupferfarbene Uferläufer oder Bronzefarbene Raschkäfer (Elaphrus cupreus) ist ein Käfer aus der Familie der Laufkäfer (Carabidae). Der flinke, bronzefarbene Käfer erreicht eine Körperlänge von sieben bis neun Millimetern und fällt durch die grubenartigen Vertiefungen auf den Flügeldecken auf.
Die Art wird in der Roten Liste gefährdeter Arten Deutschlands sowie in den Ländern Baden-Württemberg, Bayern und Sachsen-Anhalt als nicht gefährdet eingestuft.
| | |
| Abb. 1: Frontalansicht | Abb. 5: Unterseite |
| | |
| Abb. 2: Seitenansicht | |
| | |
| Abb. 3: Kopf von unten, rechts teilweise koloriert Augen und Fühler seitlich, Vorderkiefer oben hellblau: Vorderer Kiefertaster, grün: Lippentaster dunkelblau: Hinterer Kiefertaster, gelb: Kinn                                                | Abb. 6: Vorderbein (Kopf links) A koloriert: ocker: Schenkel, blau: Schiene grün: Tarsus, rot und gelb: Enddornen B: Außenseite des Vorderbeins C: von unten innen gesehen                                                                                    |
| | |
| Abb. 4: Ausschnitt der Unterseite Kopf oben, rechts teilweise koloriert Vorderbrust mit geschlossenen Hüfthöhlen ocker: Hinterbrust, grün: Hinterhüfte dunkelblau: Hüftring des Hinterbeins hellblau: Hinterschenkel, rot: 1. Hinterleibssternit | Abb. 7: Ausschnitt der Seitenansicht, unten verkleinert und teilweise koloriert hellblau: Vorderschenkel, blau: Mittelschenkel dunkelblau: Hinterschenkel, grün: Mittelbrust (Metasternum), rot: Epimer der Mittelbrust gelb: Mittelhüfte, pink: Schenkelring |

## Bemerkungen zum Namen
Die Art wurde durch Duftschmid 1812 im 2. Teil seiner Fauna Austriae erstmals beschrieben. Duftschmid beginnt die kurze lateinische Beschreibung mit den Worten Cupreo-aeneus, ....
Der Artname cúprĕus  (lat. kupferfarben) bezeichnet also die Körperfarbe.
Der Gattungsname Elaphrus (von altgr. ελαφρός elaphrós, flink) stammt von Fabricius. Die Gattung umfasste anfangs ein breiteres Spektrum von Käfern und wurde auf Deutsch Raschkäfer genannt. Die Fortbewegung von Elaphrus cupreus ist nicht besonders schnell.
Die Gattung Elaphrus ist in Europa mit 4 Untergattungen und zwölf  Arten vertreten. Weltweit gibt es etwa vierzig Arten, die in fünf Untergattungen verteilt sind.

## Merkmale
Die Form des Körpers erinnert an einen Sandlaufkäfer, Kopf, Halsschild und Flügeldecken sind deutlich gegeneinander abgesetzt.
Der Kopf ist zwischen den Augen schmäler als der Halsschild, die Augen stehen jedoch halbkugelförmig seitlich ab und ihr Außenrand überragt den Außenrand des Halsschilds deutlich. Die Fühler sind elfgliedrig, fadenförmig, für Laufkäfer relativ kurz und verdicken sich nach außen hin leicht. Sie sind vom äußeren Ende des vierten Glieds ab behaart. Die Oberlippe ist kurz, mit einer Reihe borstentragender Porenpunkte am Vorderrand (in Abb. 1 bei höherer Auflösung gut sichtbar). Die Oberkiefer sind zugespitzt und am Innenrand an der Basis leicht gezähnt. Der Käfer besitzt zwei Paar Kiefertaster, das vordere zwei-, das hintere viergliedrig (Abb. 3, rechts hell- und dunkelblau). Die Lippentaster (Abb. 3, rechts grün) sind dreigliedrig. Das Endglied des zweigliedrigen Kiefertasters ist spindelförmig, die beiden anderen Taster sind vorn abgestutzt und walzenförmig. Das Kinn ist dreizähnig, der mittlere Zahn ist gespalten (Abb. 3, rechts gelb).
Der Halsschild ist vorn und hinten verengt, an den Seiten gerundet. Im Vergleich zum ähnlichen Elaphrus uliginosus ist er stärker gewölbt und nur sehr fein gerandet (Abb. 2). Die Flügeldecken sind deutlich breiter als der Halsschild mit gut ausgebildeten Schultern. Sie verbreitern sich anfangs, sind in der Mitte am breitesten und in der hinteren Hälfte sind sie gemeinsam halbkreisförmig abgerundet. Sie besitzen vier Reihen gegeneinander versetzter großer bläulicher Augenflecken. Diese sind jeweils von einem ringförmigen Wall umgeben. Neben der Naht sind zwischen den Augenflecken glänzend glatte Flächen (Spiegelflecken). Die vier mittleren Spiegelflecken sind etwa gleich groß.
Auf der metallisch grünlichen Körperunterseite wird die Zugehörigkeit zu den Laufkäfern deutlich. Die Hinterhüften (Abb. 4, rechts grün) liegen breit der Hinterbrust (Abb. 4, rechts gelb) an. Innen berühren sie sich und sind plattenartig erweitert, so dass das erste Hinteleibssternit (Abb. 4, rechts rot) nur seitlich sichtbar ist. Der Schenkelring der Hinterbeine (Abb. 4, rechts dunkelblau) ist eiförmig erweitert. Die Epimeren der Mittelbrust (Abb. 7, unten rot) erreichen die Hüfthöhlen, in denen die Mittelhüften (Abb. 7, unten gelb) eingelenkt sind. Die Vorderhüfthöhlen sind geschlossen. Im Gegensatz zu Elaphrus riparius ist die Unterseite der Vorderbrust nicht lang weiß behaart.
Alle Beine haben einen fünfgliedrigen Tarsus (Tarsenformel 5-5-5) und tragen am Ende der Schiene zwei Dornen. Bei den Vorderbeinen erreicht der äußere Enddorn (Abb. 6, in A rot) nicht den Vorderrand der Vorderschienen. Vor der Einlenkung dieses Dorns mündet eine Vertiefung auf der Unterseite der Vorderschiene, die mit einem System von Borsten und Zähnchen umrandet ist (Abb. 6 C). Sie dient der Säuberung der Fühler. Beim Kupferfarbenen Uferläufer sind die Schienen rötlich und die Tarsen stahlblau.

## Vorkommen
Die Kupferfarbenen Uferläufer kommen vom Norden Südeuropas über Mitteleuropa bis nach Nordeuropa vor. Im Osten erstreckt sich das Verbreitungsgebiet bis nach Sibirien. Sie leben insbesondere in feuchten Gebieten, wie beispielsweise an schlammigen Ufern, in sumpfigen Wäldern und in Torfmooren, vor allem im Flachland, seltener im Gebirge. Man findet sie unter Steinen und Laub versteckt.

## Lebensweise
Die Tiere ernähren sich von kleinen Insekten und deren Larven. Die Imagines überwintern im Boden eingegraben.